# Love Symbol (album)
A Love Symbol az amerikai zenész, Prince tizennegyedik stúdióalbuma és a második, amelyen szerepet kap a The New Power Generation. 1992. október 13-án adta ki a Paisley Park Records és a Warner Bros. Records. Az album egy "fantasy rock szappanopera", amelyben több beszélt átmenet van és stílusát tekintve R&B, pop, soul, funk és rock.
Az album hivatalos címe a borítón szereplő kiejthetetlen szimbólum, amelyet Prince "Love Symbol #2" név alatt védetett le, illetve 1993 és 2001 között ezen néven alkotott a Warner Bros. ellen való tüntetésként, amiért nem bántak vele megfelelően (a kiadó levédte a Prince nevet promóció indokával, illetve nem volt hajlandó folyamatosan kiadni zenéjét). Az album különböző használt címei a Love Symbol, Symbol Album, or Symbol.
Az első két kislemez, a "Sexy MF" és a "My Name Is Prince" közepes sikert értek el az Egyesült Államokban, de az Egyesült Királyságban mindkettő top 10-es lett. Ellenben a "7" nem volt annyira sikeres az Egyesült Királyságban, de a legjobb tíz pozícióban helyezkedett el az Egyesült Államokban.

## Történet
Az album korai verzióján nyolc átmenet szerepelt. Ezek mesélték el az album cselekményét: egy egyiptomi hercegnő (Mayte Garcia, első megjelenése egy Prince-albumom, később az énekes felesége) beleszeret egy rocksztárba (Prince) és ad neki egy vallási tárgyat, a Three Chains of Turin-t (más néven Three Chains o' Gold), miközben menekül hét merénylőtől (erre a "7" dalban van utalás). Viszont az "I Wanna Melt With U" hozzáadása miatt az átmenetek nagy részét el kellett távolítani. A néhány, amit meghagytak kontextusát tekintve eléggé összezavaró volt. Azóta megjelentették az összeset.
A megjelent albumon Kirstie Alley játszik Vanessa Bartholomew riporter szerepében. Ezekben mindig próbálja meginterjúvolni az énekest, sikertelenül. Először, amikor a riporter elmondja neki, hogy felveszi a beszélgetést, lerakja a telefont, majd egy későbbi átmenetben nonszensz válaszokat ad Vanessa kérdéseire.  végső verzióból eltávolítottak néhány sort, amelyben a riporter a Three Chains of Turin-ról érdeklődik.
A 3 Chains o' Gold film, amelynek Prince volt a producere és rendezője, 1994-ben jelent meg. A film a Love Symbol dalain és történetén alapul és szerepel rajta néhány átmenet, amely az albumra már nem került fel.

## Számlista
Az összes dal szerzője Prince, kivéve ahol az máshogy van feltüntetve. 
|     | Cím                                         | Hossz |
| --- | ------------------------------------------- | ----- |
| 1.  | My Name Is Prince (Prince, Tony M.)         | 6:36  |
| 2.  | Sexy MF (Prince, Tony M., Levi Seacer Jr.)  | 5:25  |
| 3.  | Love 2 the 9's                              | 5:45  |
| 4.  | The Morning Papers                          | 3:57  |
| 5.  | The Max                                     | 4:30  |
| 6.  | Segue                                       | 0:21  |
| 7.  | Blue Light                                  | 4:38  |
| 8.  | 👁 Wanna Melt with U                         | 3:50  |
| 9.  | Sweet Baby                                  | 4:01  |
| 10. | The Continental                             | 5:31  |
| 11. | Damn U                                      | 4:25  |
| 12. | Arrogance                                   | 1:35  |
| 13. | The Flow (Prince, Tony M.)                  | 2:26  |
| 14. | 7 (Prince, Lowell Fulson, Jimmy McCracklin) | 5:13  |
| 15. | And God Created Woman                       | 3:18  |
| 16. | 3 Chains o' Gold                            | 6:03  |
| 17. | Segue                                       | 1:30  |
| 18. | The Sacrifice of Victor                     | 5:41  |

### Eredeti verzió
A korai verzión szerepel mind a nyolc átmenet ("segue") és a "The Sacrifice of Victor" egy kicsit hosszabb.
1. "Intro"
2. "My Name Is Prince"
3. "Sexy MF"
4. "Segue"
5. "Love 2 the 9's"
6. "The Morning Papers"
7. "The Max"
8. "Segue"
9. "Blue Light"
10. "Segue"
11. "Sweet Baby"
12. "Segue"
13. "The Continental"
14. "Damn U"
15. "Segue"
16. "Arrogance"
17. "The Flow"
18. "Segue"
19. "7"
20. "Segue"
21. "And God Created Woman"
22. "3 Chains o' Gold"
23. "Segue"
24. "The Sacrifice of Victor"

## Közreműködők
Prince and The New Power Generation
- Prince – ének, gitár, billentyűk, basszusgitár, dobok, ütőhangszerek
- Mayte – ének
- Tony M. – rap
- Damon Dickson – táncos
- Levi Seacer, Jr. – gitár
- Tommy Barbarella – billentyűk
- Sonny T. – basszusgitár
- Michael Bland – dobok
- Kirk Johnson – ütőhangszerek

További közreműködők
- Carmen Electra – rap ("The Continental")
- The Steeles (Jevetta, Jearlyn, JD és Fred Steele) – háttérének ("The Sacrifice of Victor")
- Kirstie Alley – Vanessa Bartholomew riporter
- Eric Leeds – szaxofon ("Blue Light")
- Michael Koppelman – basszusgitár ("Blue Light")
- Mike Nelson, Brian Gallagher, and Steve Strand – kürt
- Airiq Anest – programozás
- Clare Fischer – vonós hangszerelés

## Kislemezek
| Kislemez             | Slágerlista | Slágerlista | Slágerlista |
| Kislemez             | US          | US R&B      | UK          |
| -------------------- | ----------- | ----------- | ----------- |
| "Sexy MF"            | 66          | 76          | 4           |
| "My Name Is Prince"  | 36          | 25          | 7           |
| "7"                  | 7           | 3           | 27          |
| "Damn U"             | 105         | 32          | –           |
| "The Morning Papers" | 44          | 8           | 52          |

## Slágerlista
| Slágerlista (1992)                    | Legmagasabb pozíció |
| ------------------------------------- | ------------------- |
| Ausztrál Albumok (ARIA)               | 1                   |
| Osztrák Albumok (Ö3 Austria)          | 1                   |
| Holland Albumok (Album Top 100)       | 6                   |
| Német Albumok (Offizielle Top 100)    | 5                   |
| Új-zélandi Albumok (RMNZ)             | 4                   |
| Norvég Albumok (VG-lista)             | 10                  |
| Spanyol Albumok (AFYVE)               | 5                   |
| Svéd Albumok (Sverigetopplistan)      | 10                  |
| Svájci Albumok (Schweizer Hitparade)  | 4                   |
| UK Albums (OCC)                       | 1                   |
| US Billboard 200                      | 5                   |
| US Top R&B/Hip-Hop Albums (Billboard) | 8                   |

## Minősítések
| Régió                      | Minősítés | Példányszám |
| -------------------------- | --------- | ----------- |
| Ausztrália (ARIA)          | Platina   | 70,000      |
| Ausztria (IFPI Austria)    | Arany     | 25,000      |
| Franciaország (SNEP)       | Arany     | 100,000     |
| Japán (RIAJ)               | Arany     | 100,000     |
| Spanyolország (PROMUSICAE) | Arany     | 50,000      |
| Svájc (IFPI Switzerland)   | Arany     | 25,000      |
| Egyesült Királyság (BPI)   | Platina   | 300,000     |

Az albumból Franciaországban 200 ezer példány kelt el.